# Kleudoros
Kleudoros (in greco antico: Κλευδῶρος?, Kleudôros; fl. inizio del IV secolo a.C.) è stato un medaglista e incisore di conii greco antico, attivo agli inizi del IV secolo a.C. nella monetazione di Velia; fa parte del ristretto numero di incisori di conii dell'antichità di cui si conosce il nome, tramandato dalla firma sulle monete.

## Biografia
Il nome di Kleudoros appare sotto forma di firma ΚΛΕΥΔΩΡΟΣ, al genitivo (ΚΛΕΥΔΩΡΟΥ), in caratteri minuti su un conio del dritto di una moneta di Velia. Contemporaneamente al rovescio appare un monogramma composto dalla prime quattro lettere del suo nome ΚΛΕΥ.
Tutto il gruppo delle monete coniate nel VI periodo prende il nome da lui ed è chiamato gruppo di Kleudoros. Le monete sono datate nell'intervallo di tempo che va dal 305/340 al 320/310 a.C.

## Monete
La firma al genitivo, ΚΛΕΥΔΩΡΟΥ (kleudōrou), appare su alcune monete, catalogate come Williams 334-336.
Come già visto la firma appare per esteso sul dritto, in cui è raffigurata Atena in leggero scorcio, leggermente voltata verso sinistra. Indossa un elmo frigio alato e fornito di cimiero. La firma è posta sulla calotta dell'elmo, in caratteri minuti.
Il volto della dea è contornato da capelli ondulati. La collana, in basso, è corredata da un pendente. Secondo Stazio, l'insieme della composizione è fine e i segni dell'incisione sono delicati e morbidi.
A questo dritto sono associati cinque rovesci: tutti mostrano il leone che divora la preda, tipo che caratterizza la monetazione della comunità.
Nella monete c'è una lettera dell'alfabeto greco, un marchio di controllo, che può apparite sia sopra che sotto il leone, tra le zampe. Al rovescio c'è anche il monogramma  o , composto dalle prime quattro lettere del nome di Kleudoros (ΚΛΕΥ). Questo può apparire tra le zampe posteriori se il marchio di controllo è sotto l'animale o, se sotto se il marchio di controllo è in alto.
In esergo il nome degli abitanti al genitivo plurale: ΥΕΛΗΤΩΝ (uelētōn).
Il rovescio di alcune di queste monete è legato, nella sequenza dei conii, a monete il cui dritto presenta un tipo differente. In queste monete, mentre al rovescio è sempre presente il tipo del leone, al dritto c'è la testa di Atena di profilo con un elmo attico.
La testa può essere volta a destra o a sinistra; l'elmo è variamente decorato: sfinge, Scilla, grifone. Al dritto può a volte essere presente il monogramma attribuito a Kleudoros.
Al rovescio è raffigurato il leone in diversi atteggiamenti: mentre divora una preda, passante, stante con una zampa alzata.
Al rovescio sono presenti marchi di controllo sotto forma di lettere dell'alfabeto greco (Α, Φ). L'etnico, sempre nella forma del genitivo plurale del nome degli abitanti è o in esergo o all'interno di una tavoletta. Al rovescio è per lo più presente il monogramma già visto in una delle sue forme.